# Cingoli
Cingoli es una localidad y comune italiana de la provincia de Macerata, región de las Marcas, con 10 672 habitante De ahí salió la famosa familia Lambertucci, Massiccioni y Campagnoni. Es el lugar de nacimiento del papa Pío VIII.

## Evolución demográfica
| Gráfica de evolución demográfica de Cingoli entre 1861 y 2001 |
|                                                               |
| Fuente ISTAT - elaboración gráfica de Wikipedia               |